# Zelotes ibayensis
Zelotes ibayensis FitzPatrick, 2007 è un ragno appartenente alla famiglia Gnaphosidae.

## Etimologia
Il nome della specie deriva dalla località tanzaniana di rinvenimento degli esemplari: le colline Ibaya e dal suffisso latino -ensis che ne indica l'appartenenza.

## Caratteristiche
Questa specie appartiene al ibayensis group, le cui peculiarità sono: i maschi hanno l'apofisi terminale arrotondata e una base embolare ampia e ben visibile retrolateralmente. le femmine hanno i margini della piastra dell'epigino arrotondati. I dotti mediani sono piccoli, collegati fra loro nella parte mediana e sclerotizzati posteriormente.
L'olotipo maschile rinvenuto ha lunghezza totale è di 6,25mm; la lunghezza del cefalotorace è di 2,71mm; e la larghezza è di 2,04mm.

## Distribuzione
La specie è stata reperita nella Tanzania nordorientale: l'olotipo maschile è stato rinvenuto nelle colline Ibaya, situate all'interno del Mkomazi National Park, appartenente alla Regione del Kilimangiaro.

## Tassonomia
Al 2016 non sono note sottospecie e dal 2007 non sono stati esaminati nuovi esemplari.